# Technikon Natal
Technikon Natal, voorheen Natal Technical College was sinds 1907 een Zuid-Afrikaanse technikon (technische universiteit) in de provincie KwaZoeloe-Natal. In 2002 fuseerde de universiteit met de ML Sultan Technikon en vormt het sindsdien de Technische Universiteit van Durban.
Het instituut voerde het motto Per Adua Ad Alta.

## Geschiedenis
Technikon Natal werd in 1907 opgericht door Samuel George Campbell. Vijf jaar later, in 1912 werden er drie nieuwe locaties geopend, aan Warwick Avenue, Smith Street en West Street.
Als gevolg van nieuwe apartheidswetgeving in 1967 ging het instituut verder met onderwijs dat alleen voor de blanke bevolking bestemd was. In augustus 1991 kreeg het instituut toestemming van het Certification Council for Technikon Education om zelf certificaten en diploma's uit te reiken. Als gevolg van de verkiezingsuitslag in Zuid-Afrika van 1994 werd bij inschrijvingen sinds 1995 voor het eerst niet meer gevraagd naar ras en huidskleur van de kandidaten.
Technikon Natal fuseerde uiteindelijk in 2002 met ML Sultan Technikon en zij gingen verder als de Technische Universiteit van Durban.

## Verbonden

### Als student
- Gordon Murray (1948), ontwerper van raceauto's